# 名古屋市立豊岡小学校
名古屋市立豊岡小学校（なごやしりつとよおかしょうがっこう）は、愛知県名古屋市瑞穂区膳棚町にある公立小学校。

## 教育目標
よく考え学ぶ子
人のために役立つ子
心も体も強い子

## 学校行事
| - 4月 - 入学式(1年生) - 始業式(2〜6年生) - 5月 - 運動会 - 6月 - 中津川野外学習(5年生) | - 7月 - 終業式 - 8月 - 9月 - 始業式 - 芸術鑑賞会 | - 10月 - 修学旅行(6年生) - 11月 - 学芸会 - 12月 - 終業式 | - 1月 - 始業式 - 2月 - 交通指導感謝の会 - 3月 - 卒業式(6年生) - 終業式(1〜5年生) |

## 交通
- 名古屋市営地下鉄桜通線瑞穂運動場西駅 2番出口から徒歩5分